# Emery Nziyunwira
Emery Nziyunwira (* 19. März 1984) ist ein burundischer Schwimmer.
Der 1,80 Meter große Nziyunwira nahm an den Olympischen Sommerspielen 2004 in Athen teil und belegte in seinem Vorlauf wie im Gesamtergebnis den letzten Platz, Rang 69. Er benötigte für die 100 Meter Freistil-Strecke 1:09,40 Minuten und somit 10 Sekunden länger als der Sieger seines Laufes und rund eine halbe Minute mehr als der Olympiasieger. Bei der Eröffnungsfeier war er der Fahnenträger seines Landes.